# Boulevard des Capucines
Pour les articles homonymes, voir Rue des Capucines.
Pour un article plus général, voir Boulevards parisiens.
Le boulevard des Capucines forme la limite entre les 2e et 9e arrondissements de Paris.
Il fait partie de la chaîne des Grands Boulevards constituée, d'ouest en est, par les boulevards de la Madeleine, des Capucines, des Italiens, Montmartre, Poissonnière, Bonne-Nouvelle, Saint-Denis, Saint-Martin, du Temple, des Filles-du-Calvaire et Beaumarchais.

## Situation et accès
Ce site est desservi par les lignes     à la station de métro Opéra ainsi que par le   (Gare d’Auber) et par les lignes     à la station Madeleine.

## Origine du nom
Le boulevard doit son nom actuel au couvent des Capucines dont les jardins longeaient le côté sud.

## Historique
Le boulevard  a été créé après la suppression décidée en 1670 de l'enceinte de Louis XIII devenue obsolète, en avant du bastion 5 (« bastion Saint-Fiacre ») de ce rempart, à travers des jardins maraichers. Cette voie est ouverte par lettre patente de juillet 1676.

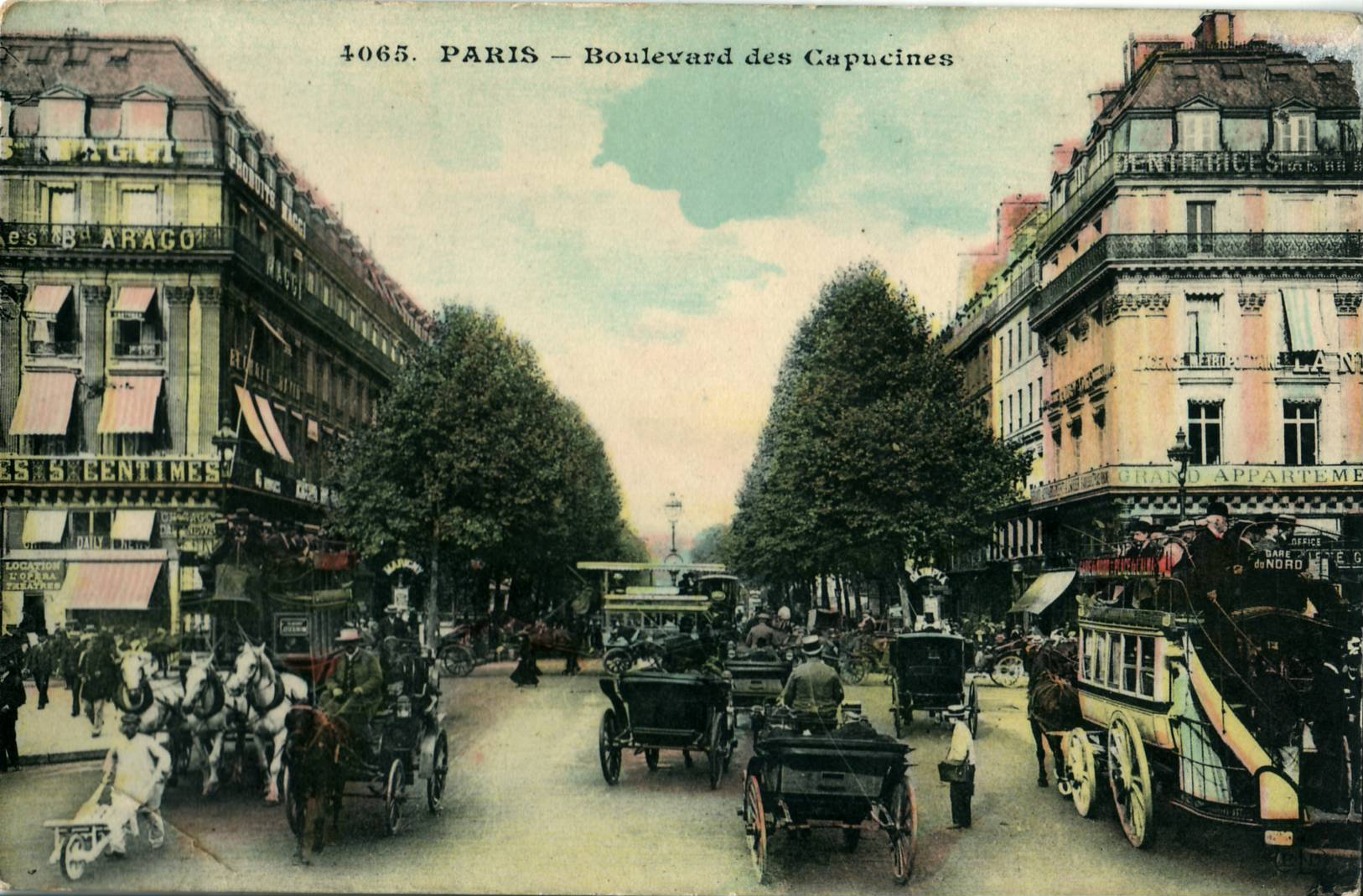
Le boulevard des Capucines au début du XXe siècle.

La rue Louis-le-Grand fut tracée en 1703 et les jardins du couvent des Capucines transféré de la rue Saint-Honoré au nord de la rue Neuve des Petits-Champs (actuelle rue des Capucines) se sont étendus dans l'espace entre le boulevard et le rempart et sur les terrains de l'ancienne fortification, soit approximativement l'emplacement de l'actuelle rue Daunou. Jusqu'à la Révolution française, elle s'appelle « rue Neuve-des-Capucines » avant d'être nommée boulevard. Pendant la Révolution française, c'est une partie du boulevard Cerutti.
La rue Basse-du-Rempart supprimée en 1858 pour l'aménagement du quartier de l'Opéra et intégrée au trottoir après comblement du fossé longeait le boulevard au nord (côté faubourgs).
Durant les Trois Glorieuses, la voie fut le théâtre d'affrontement entre les insurgés et la troupe.

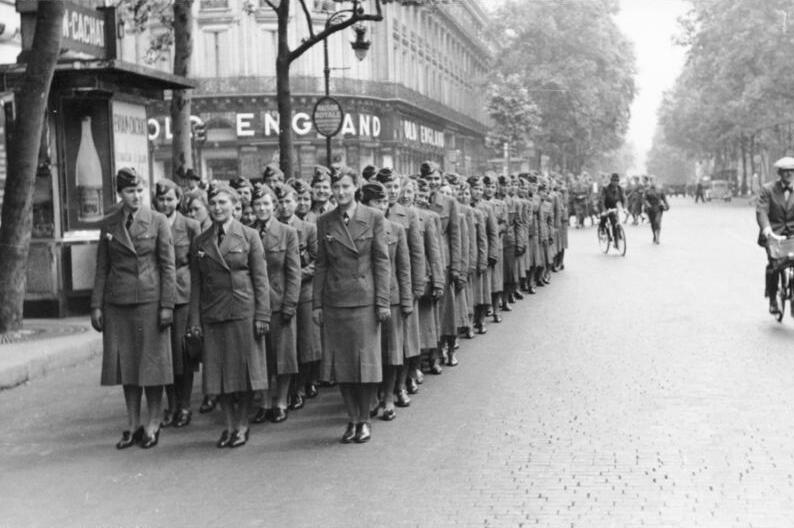
Au début de l'occupation allemande, en août 1940, auxiliaires féminines de transmissions défilant sur le boulevard des Capucines (en arrière-plan, le magasin Old England, une des enseignes emblématiques de l'artère, de 1867 à sa disparition en mars 2012).

## Bâtiments remarquables et lieux de mémoire

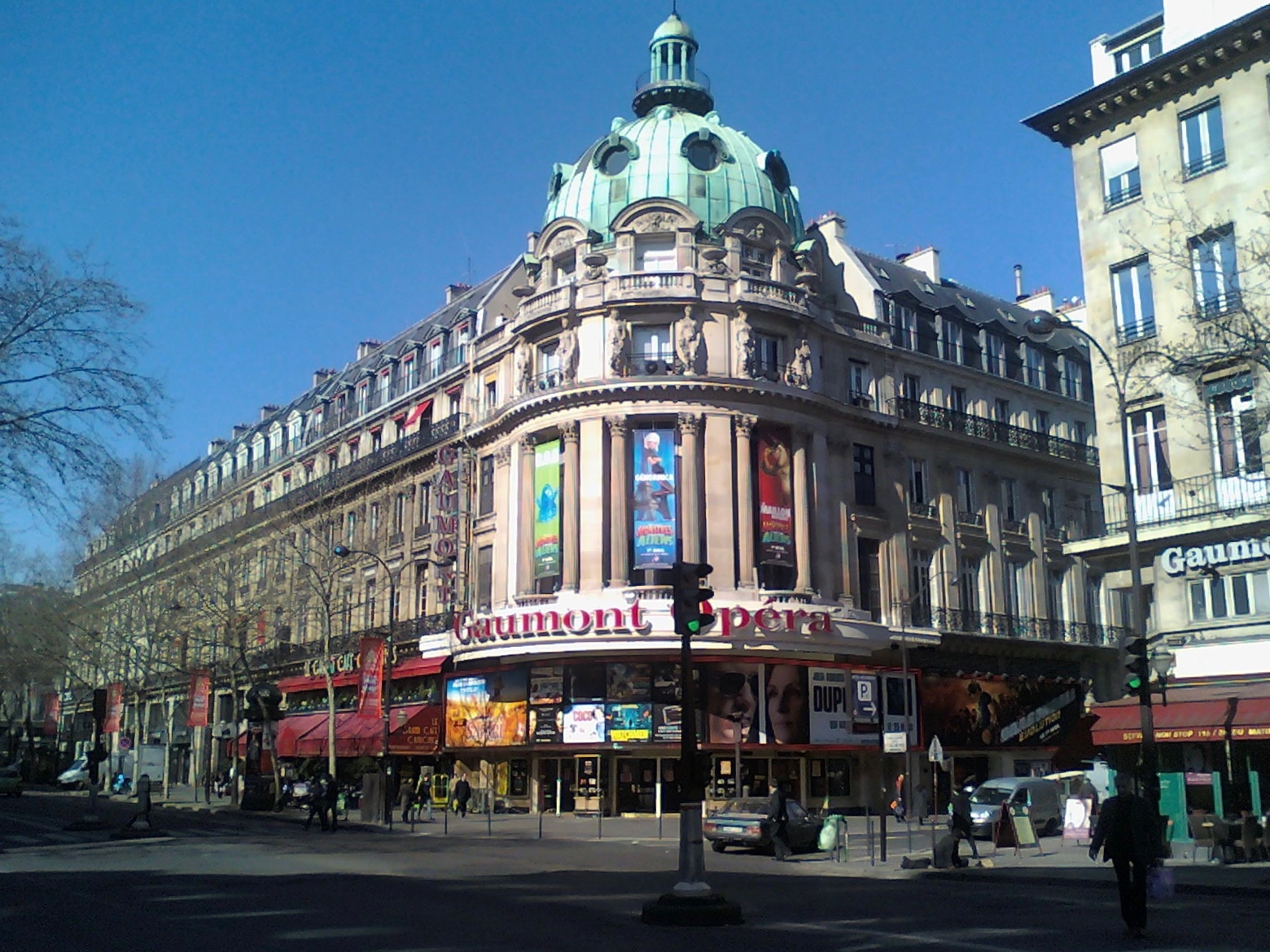
Le Pathé Palace.

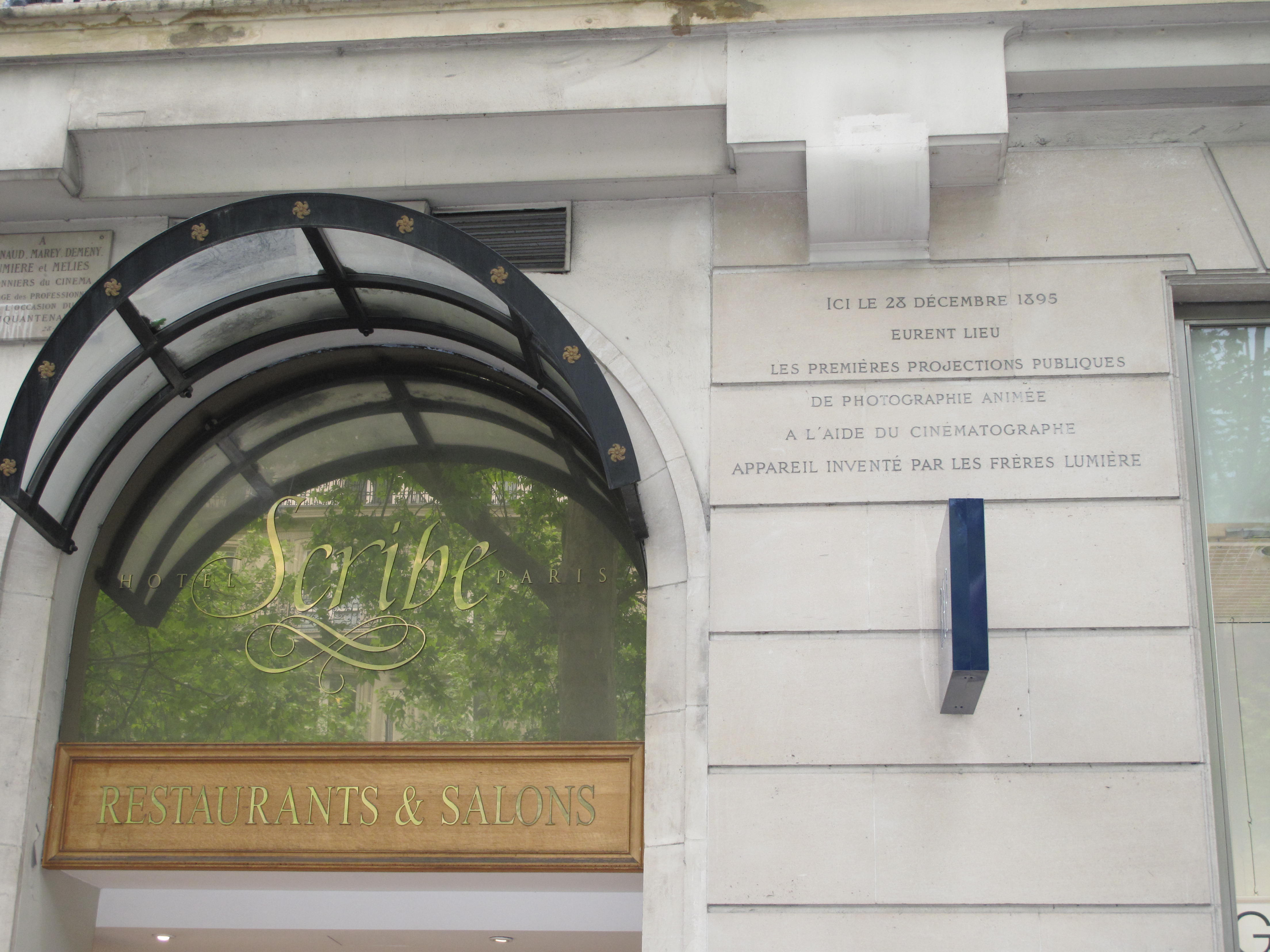
No 16, emplacement des premières séances de cinématographe.

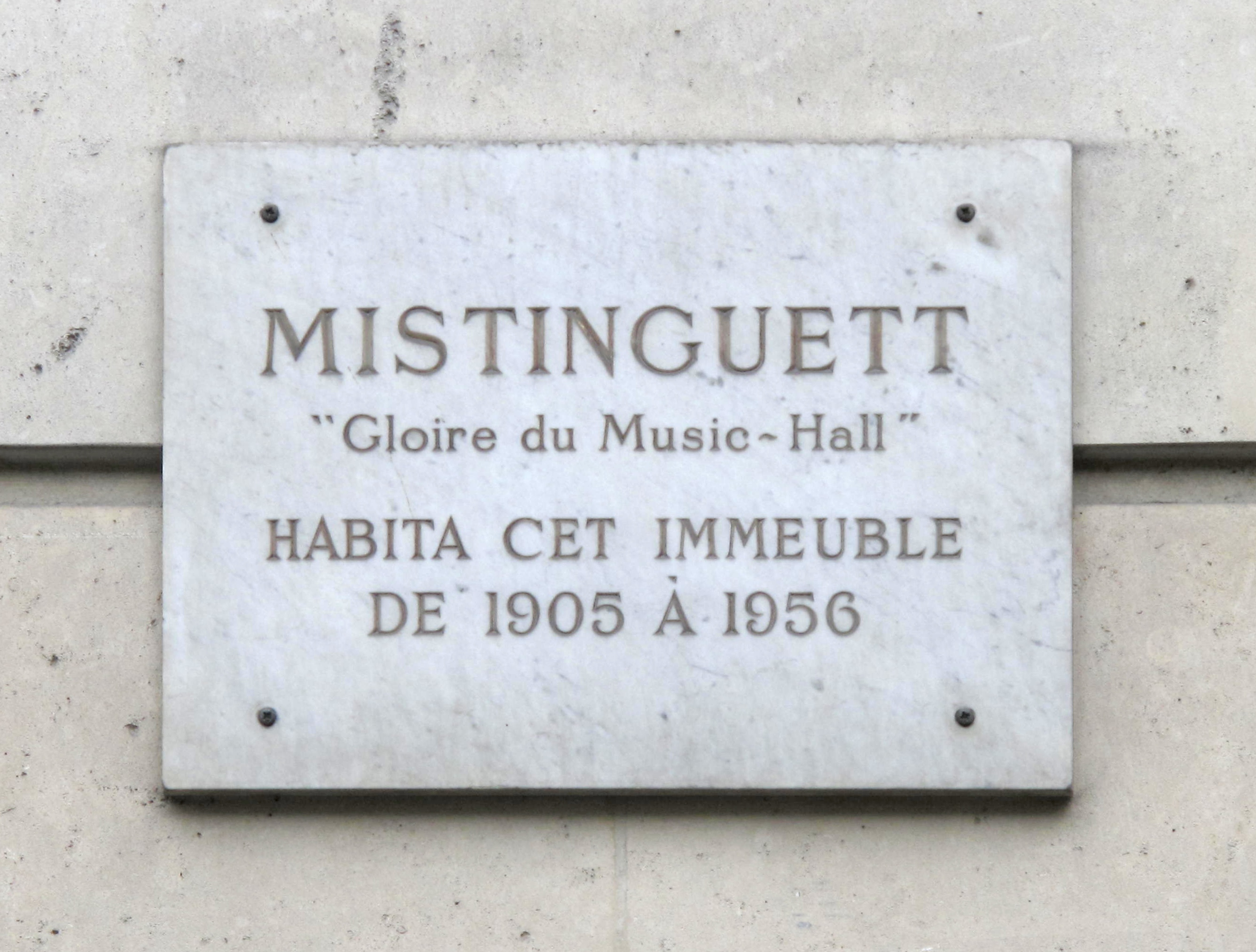
Plaque commémorative au no 24.

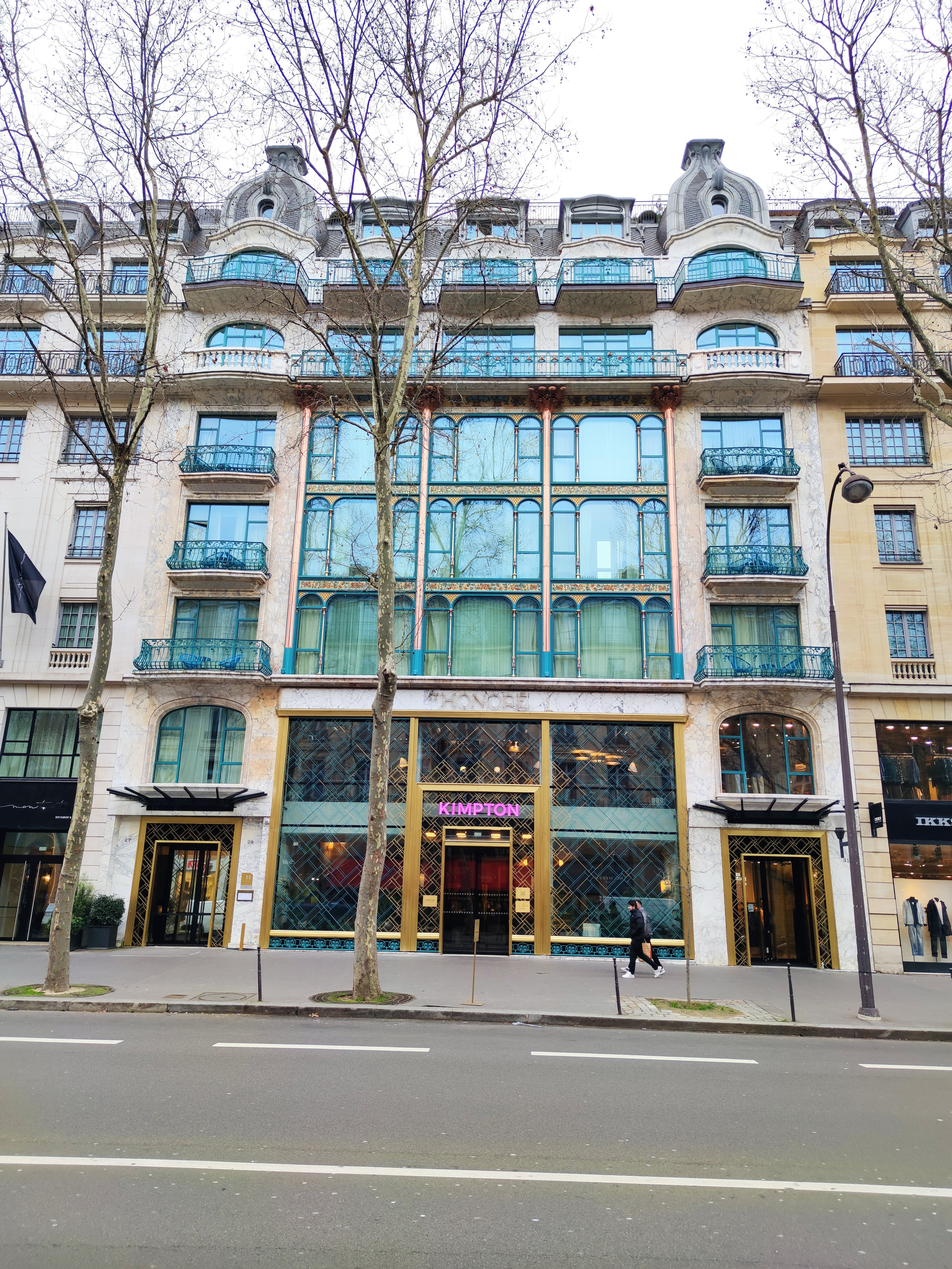
Nos 27-29.

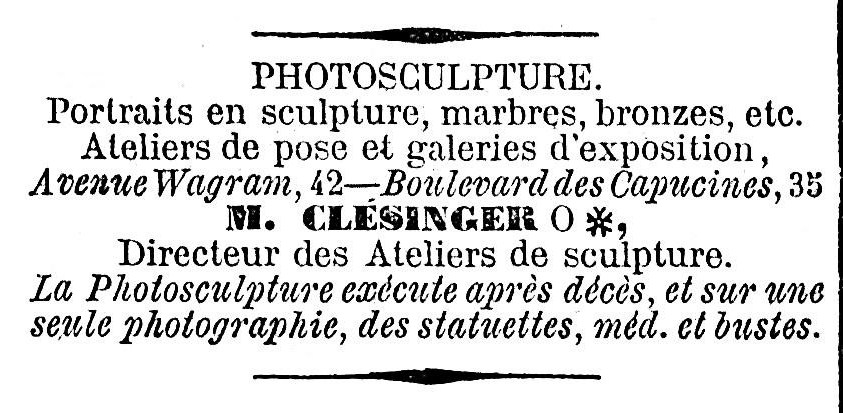
Journal des débats, 3 avril 1867.

- Au no 1, le Café Napolitain, célèbre par les écrivains, journalistes, et acteurs qui le fréquentèrent : Catulle Mendès, Jean Moréas, Armand Silvestre, Laurent Tailhade…
- No 2 : emplacement de l'ancien hôtel de Montmorency, qui fit place au théâtre du Vaudeville en 1869, puis au cinéma Paramount Opéra en 1927. Sa grande salle correspond aux fondations du grand salon de l'hôtel du XVIIIe siècle, dont la façade en rotonde a été conservée.
- No 3 : emplacement du premier magasin Starbucks parisien, ancien magasin londonien puis agence de voyages et enfin café-restaurant américain depuis 2004. C'est le premier de la chaine à ouvrir ses portes à Paris intra-muros.
- No 5 : emplacement de l'atelier photographique de Pierre-Louis Pierson, associé plus tard aux frères Mayer, qui fut le photographe attitré de la comtesse de Castiglione.
- No 7 : emplacement en 1825 du Géorama où l'on voyait « le globe terrestre entier » de l'intérieur d'une sphère de 14 mètres de diamètre.
- No 8 : ancien siège parisien de la Gresham Life Assurance Limited. On peut d'ailleurs y voir deux macarons de part et d'autre de la porte en bois. Plus tard, Offenbach y habita en 1876 et y décéda en 1880. Plaque.
- No 11 : emplacement de l'atelier du photographe Adrien Tournachon ouvert en 1853.
- No 12 : le Grand-Hôtel, construit sur un ancien marais potager.
- No 14 : hôtel Scribe et emplacement du Grand Café où eurent lieu dans le Salon indien, en sous-sol, les premières projections publiques payantes du cinématographe d'Auguste et Louis Lumière, le 28 décembre 1895[2]. On y expérimenta aussi les rayons X lumineux découverts par le docteur Wilhelm Röntgen.
- Le 21 juin 1914, à 2 h du matin, après avoir assisté au gala de l'Opéra avec le docteur Zadoc-Kahn, Henri de Rothschild est victime d'un attentat boulevard des Capucines, au niveau de la rue Édouard-VII. Le crémier Pierre Prudon, ruiné par l'Œuvre philanthropique du bon lait, tira plusieurs coups de revolver dont une atteint la hanche, mais le baron en réchappa[3].
- Du no 16 au no 22 : emplacement du siège de L'Événement, journal fondé par Victor Hugo, ses deux fils et Auguste Vacquerie. Il parut de 1848 à 1851.
- No 17 : ancienne boutique de chaussures Charles Jourdan[4].
- No 24 : de 1905 à 1956, lieu d'habitation de Mistinguett.
- No 25 : ancien emplacement du musée Cognacq-Jay, installé en 1931.
- Nos 27-29 : ancienne Samaritaine de luxe (annexe de La Samaritaine), dont les façades et les toitures, l'escalier intérieur avec sa rampe et l'ascenseur (ensemble dû au maître de l'Art nouveau, Frantz Jourdain), sont inscrits[5] aux monuments historiques. Depuis 2021, un hôtel de luxe de l’enseigne américaine Kimpton, curieusement appelé le Kimpton Saint-Honoré, est installé à cette adresse[6].
- No 28 : emplacement en 1889 des « montagnes russes », remplacées en 1893 par la salle de spectacle de l'Olympia, célèbre music-hall fondé en 1888 par Joseph Oller et racheté en 1952 par Bruno Coquatrix.
- No 29 (anciennement) : domicile de Pélagie Sepiaha, née comtesse Potocka (1775-1846), qui fut peinte à plusieurs reprises par Élisabeth Vigée Le Brun, dans lequel la princesse polonaise, exilée à Paris, est décédée le 12 mars 1846.
- No 30 : ancien siège de la Ligue maritime et coloniale française.

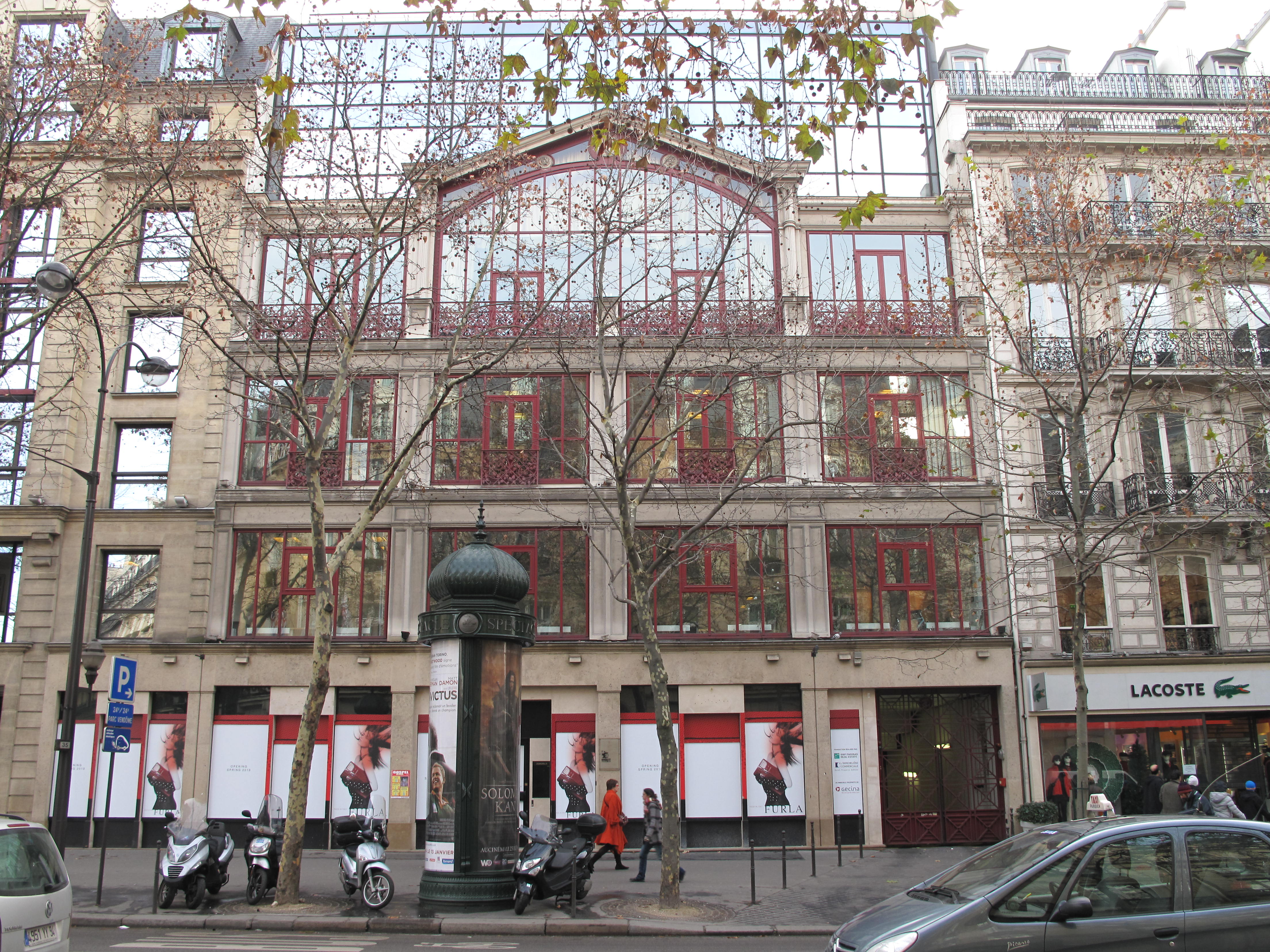
No 35, où Nadar avait une succursale.

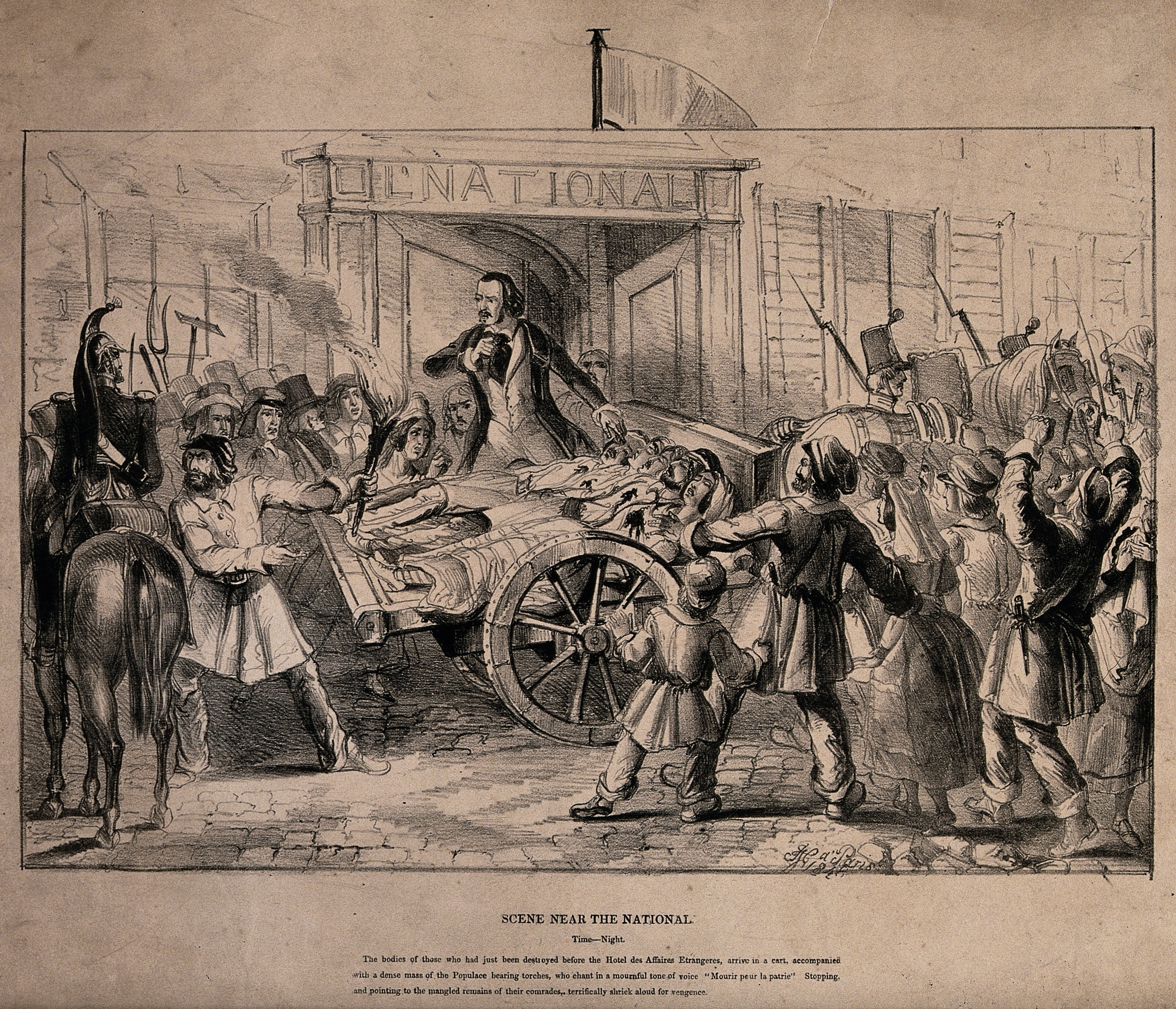
Charette promenant les corps des victimes de la fusillade du boulevard des Capucines à travers Paris, dans la nuit du 23 au 24 février 1848.

- No 35 : les frères Bisson y ont leur magasin sous l'enseigne sous l'enseigne « Dépôt général de photographie ». En 1867, siège de la succursale de la Société générale de photosculpture de France. Auguste Clésinger dirige les ateliers de sculpture de la société. À cette adresse aussi, atelier du photographe Gustave Le Gray et maison habitée par Nadar qui y crée la Société Générale de Photographie avec Hérald de Pages, auteur dramatique, l'un de ses huit actionnaires. En avril 1874, un groupe de jeunes peintres, dont Renoir, Pissarro, Claude Monet et Sisley y firent la première exposition de leurs toiles. Celle de Claude Monet, Impression, soleil levant, devait donner à ces exposants le nom d'impressionnistes[7]. Durant l'été 1874, exposition Pompéi à Paris avec les maquettes en photosculptures des principaux monuments pompéiens[8].
- Nos 37 à 43 (impairs) et nos 22 et 24 rue des Capucines (précédemment rue Neuve-des-Capucines) : l'actuel immeuble d'angle (milieu du XIXe siècle) couvre en partie l'emplacement d'un ancien hôtel particulier connu sous divers noms.
  - « hôtel Legendre Armini » construit en 1726 pour Legendre Armini directeur de la compagnie de Saint-Domingue et beau-frère d'Antoine Crozat. Saisi pour dettes, cet hôtel particulier est vendu en 1748 au gouverneur de Pondichéry et commandant général des établissements français de l'Inde, Joseph François Dupleix. Rebaptisé « hôtel Bertin ».
  - « hôtel Bertin », acquis par le fermier général Reuilly qui le fait restaurer, l'embellit et lui attribue le nom qui suit.
  - « hôtel de la Colonnade », habité par le général Napoléon Bonaparte du 13 vendémiaire an IV à son mariage avec Joséphine de Beauharnais en 1796.
  - « hôtel Berthier » aussi dénommé « hôtel de Wagram » sous le Premier Empire, noms dues au maréchal Berthier, prince de Wagram qui l'acquiert en 1807. L'empereur d'Autriche François Ier y loge en 1814-1815. En 1820, l'hôtel est vendu à l'État[9].
  - « hôtel des Affaires étrangères » de 1816 à 1853[10]. Le ministère des Affaires étrangères auquel avait été affecté en 1795 l'hôtel de Gallifet, bien d'émigré, quitte ainsi sous la Seconde Restauration ce dernier lieu en vue de sa restitution aux héritiers du marquis de Gallifet[11].
C'est en sortant du ministère que l'homme de lettres Stendhal (1783-1842), consul de France pour l'ensemble des États pontificaux de 1831 à 1842, est frappé de l'attaque d'apoplexie qui devait l'emporter quelques heures plus tard, le 22 mars 1842.
À cette hauteur du boulevard,  le 23 février 1848, un bataillon du 14e régiment d'infanterie de ligne barre la voie pour protéger le chef du gouvernement François Guizot qui réside alors au ministère. Vers 22 h 30, des manifestants essaient de rompre le barrage. La troupe tire, faisant 35 morts et 50 blessés. La foule charge les cadavres dans un tombereau et appelle Paris aux armes. C'est l'évènement déclencheur de la Révolution de 1848, qui met fin au règne de Louis-Philippe le lendemain[12] et amène la Deuxième République. Théodore Muret (1808-1866), auteur, historien et journaliste légitimiste est témoin direct de cet évènement tragique et en laissera un récit[13].
- No 39 : un restaurant Bouillon Duval s'y trouvait dans la deuxième moitié du XIXe siècle[14].
Entre 1866 et 1867, Jules Talrich exploite un musée de cire à cette adresse[15].

Panneaux Histoire de Paris
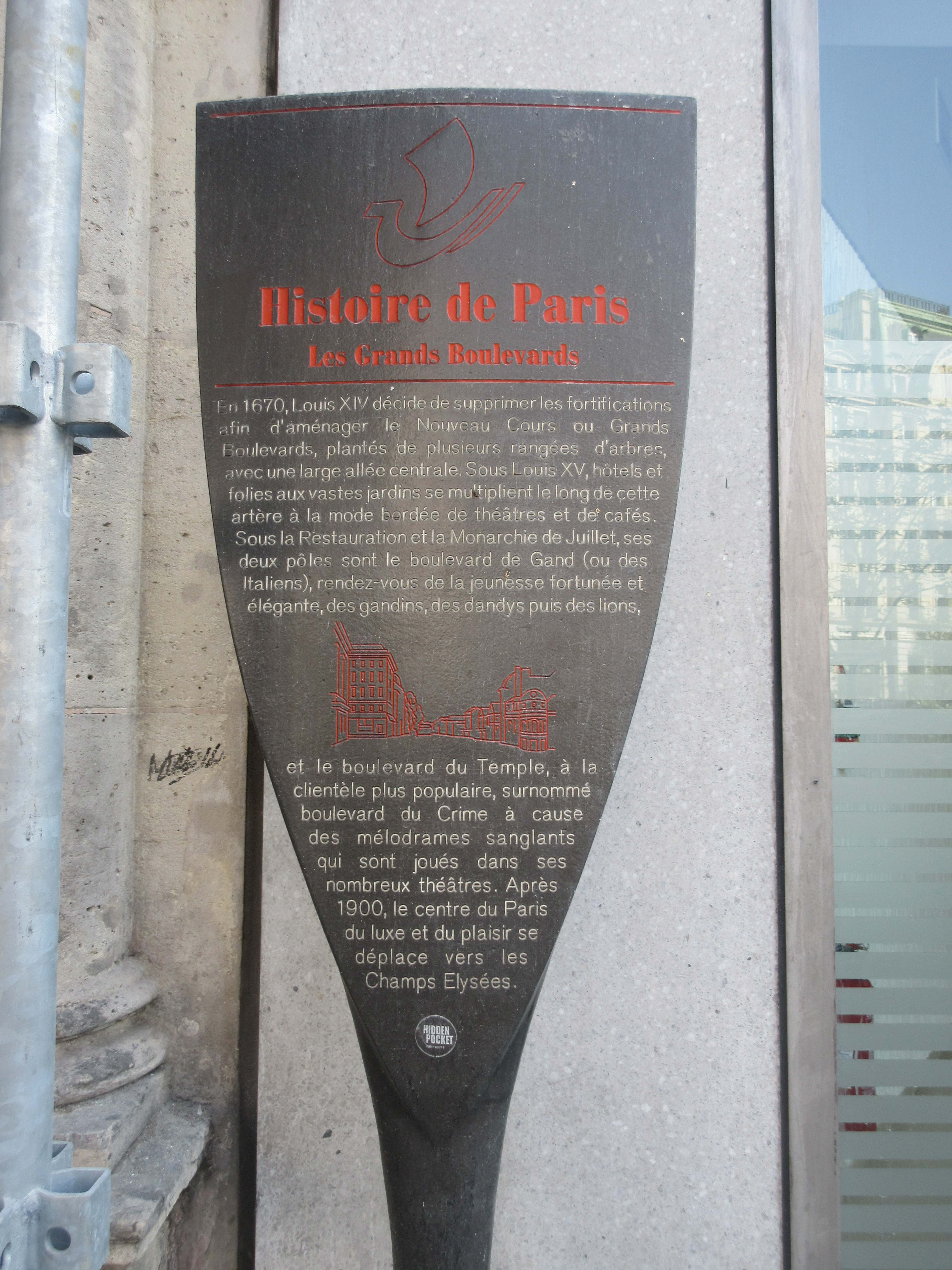
Panneau Histoire de Paris « Les Grands-Boulevards ».
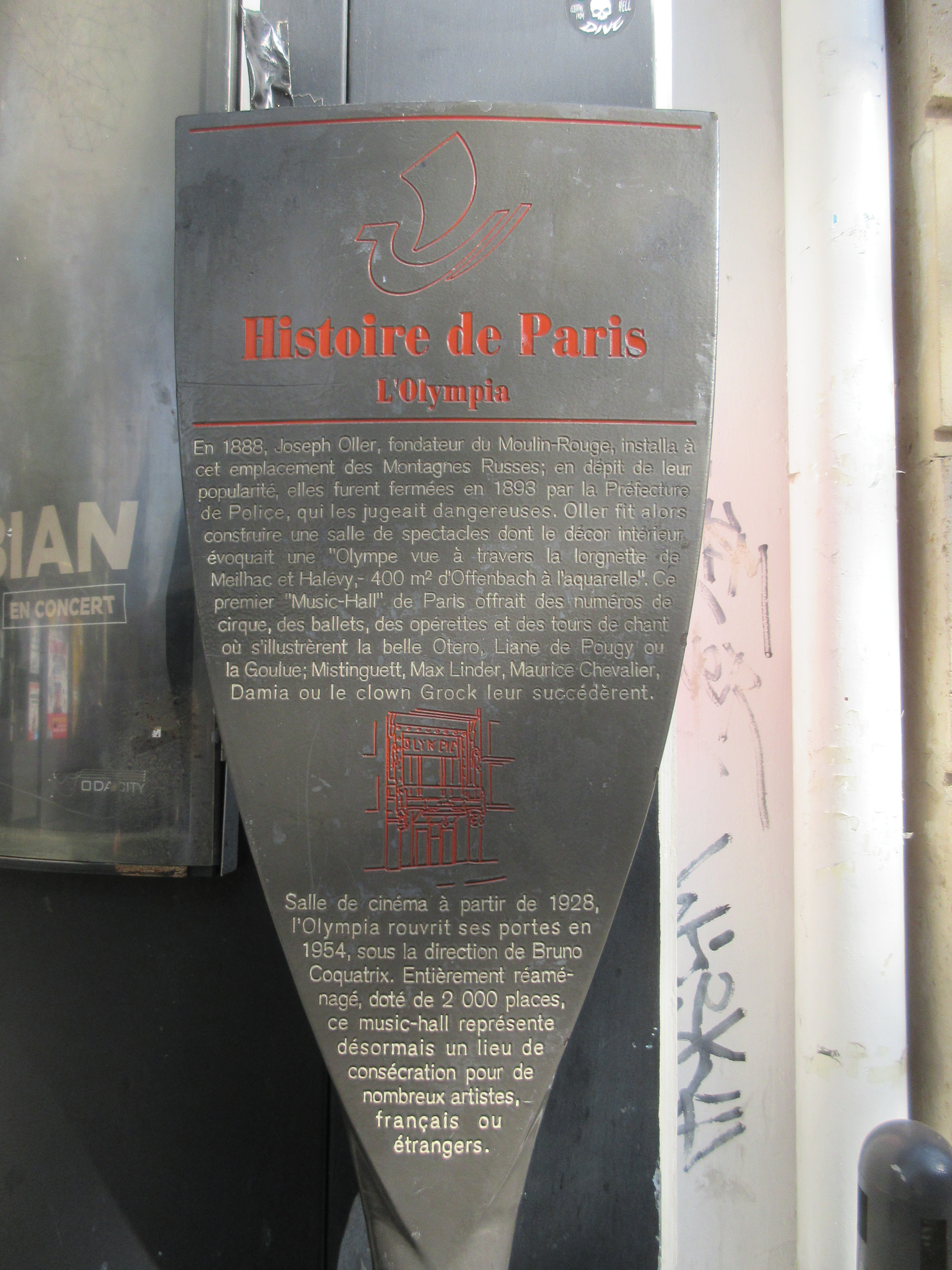
Panneau Histoire de Paris « L'Olympia »
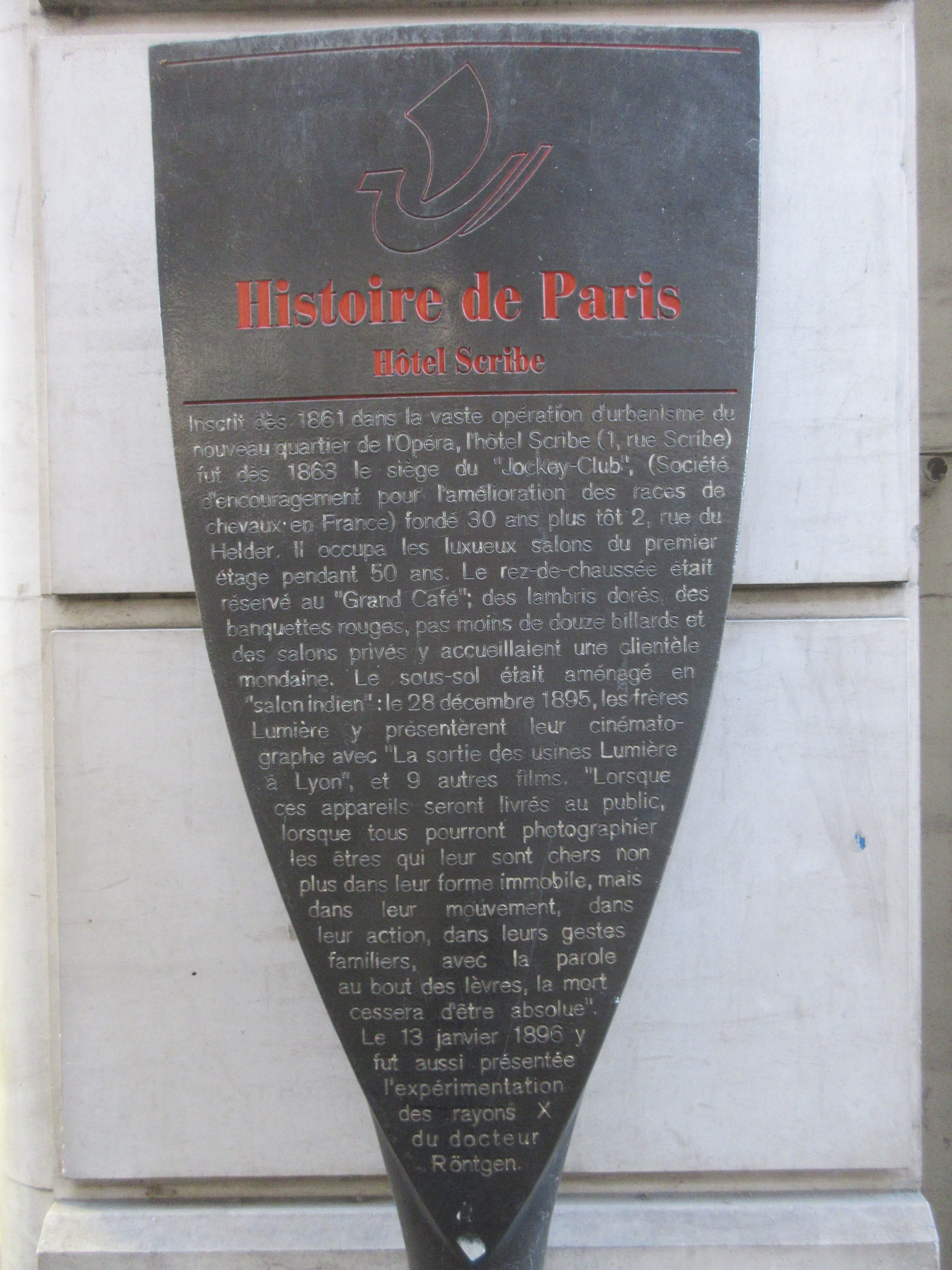
Panneau Histoire de Paris « Hôtel Scribe »
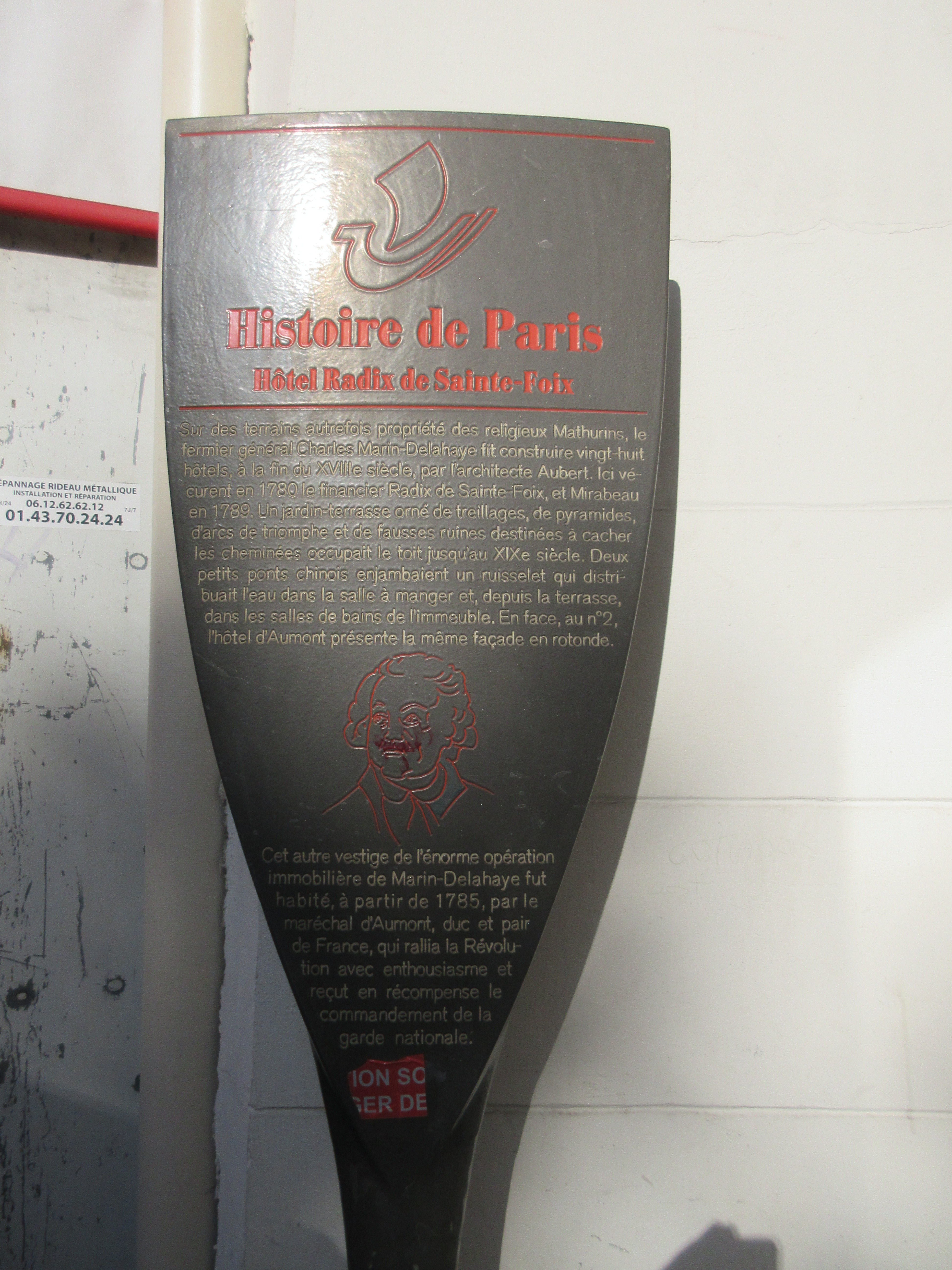
Panneau Histoire de Paris « Hôtel Radix de Sainte-Foix »
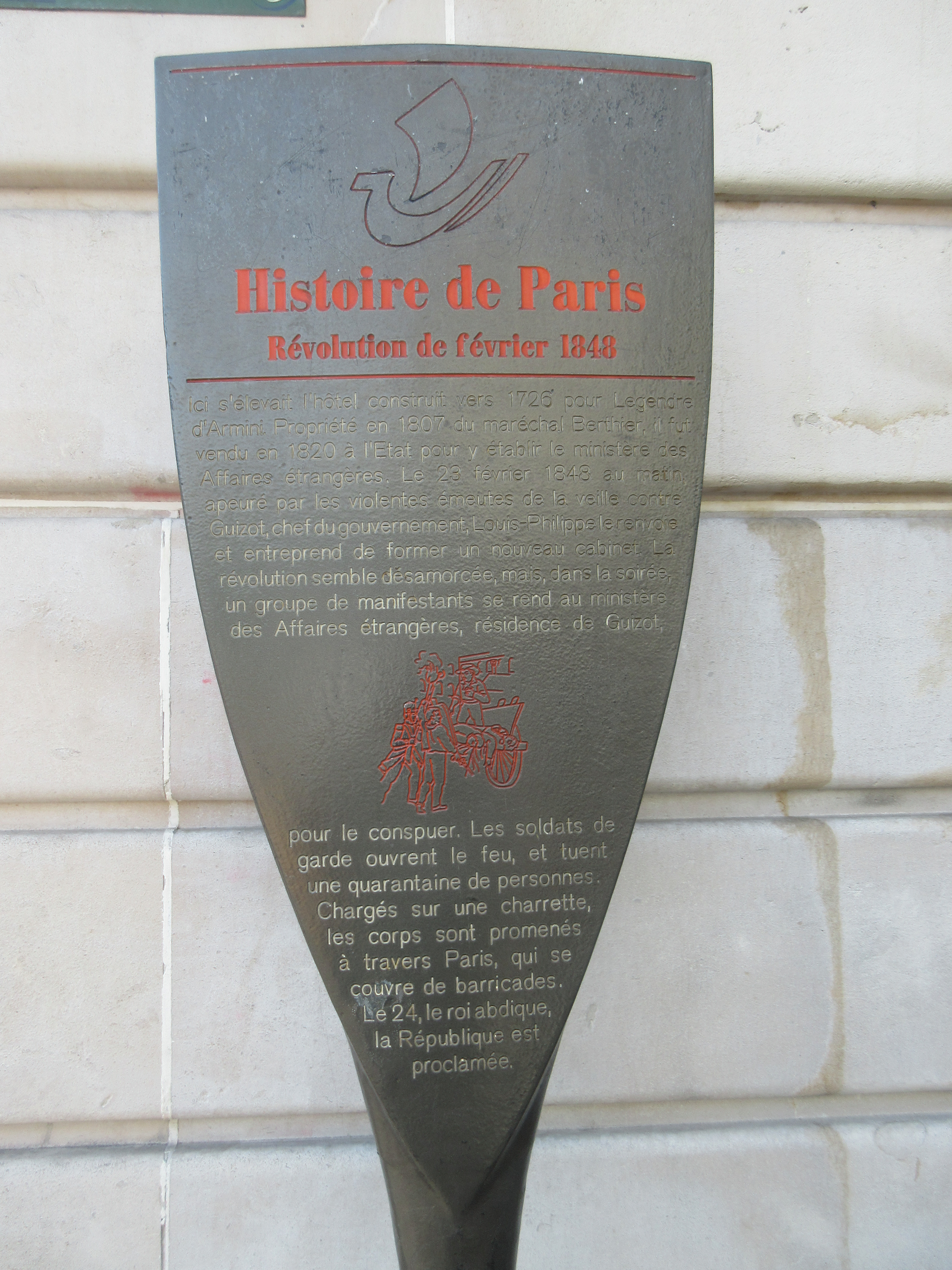
Panneau Histoire de Paris « Révolution de février 1848 »

## Le boulevard des Capucines dans les arts

### Peinture
- Paris, boulevard des Capucines en 1809, tableau de Léon Mathieu Cochereau, musée des Beaux-Arts de Chartres.
- Boulevard des Capucines, tableau de Constantin Korovine (1911), galerie Tretiakov, Moscou[16].
- Carnaval Boulevard des Capucines, tableau de Claude Monet (1873)[réf. nécessaire].

Boulevard des Capucines en peinture
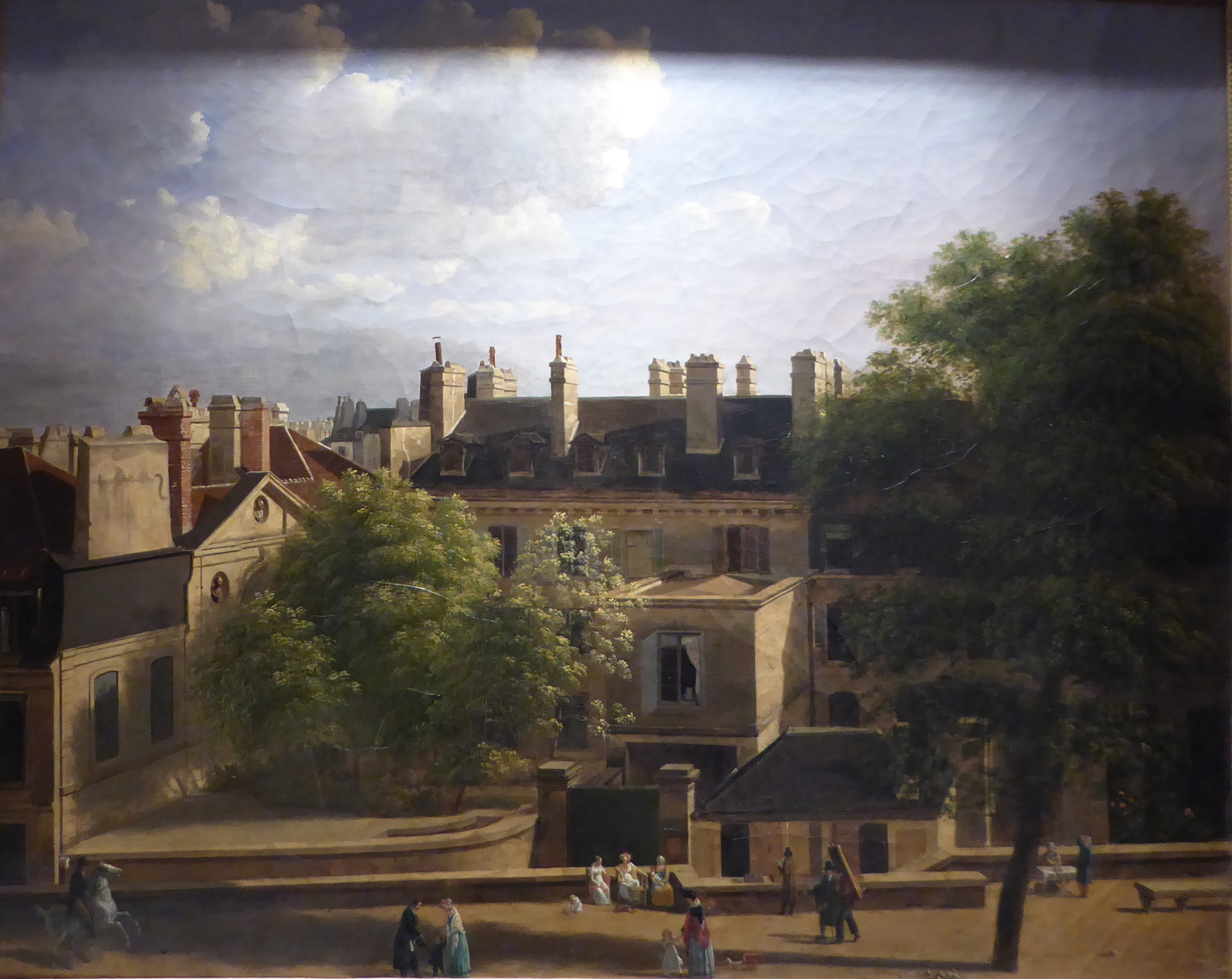
Mathieu Cochereau, 1809, musée des Beaux-Arts de Chartres.
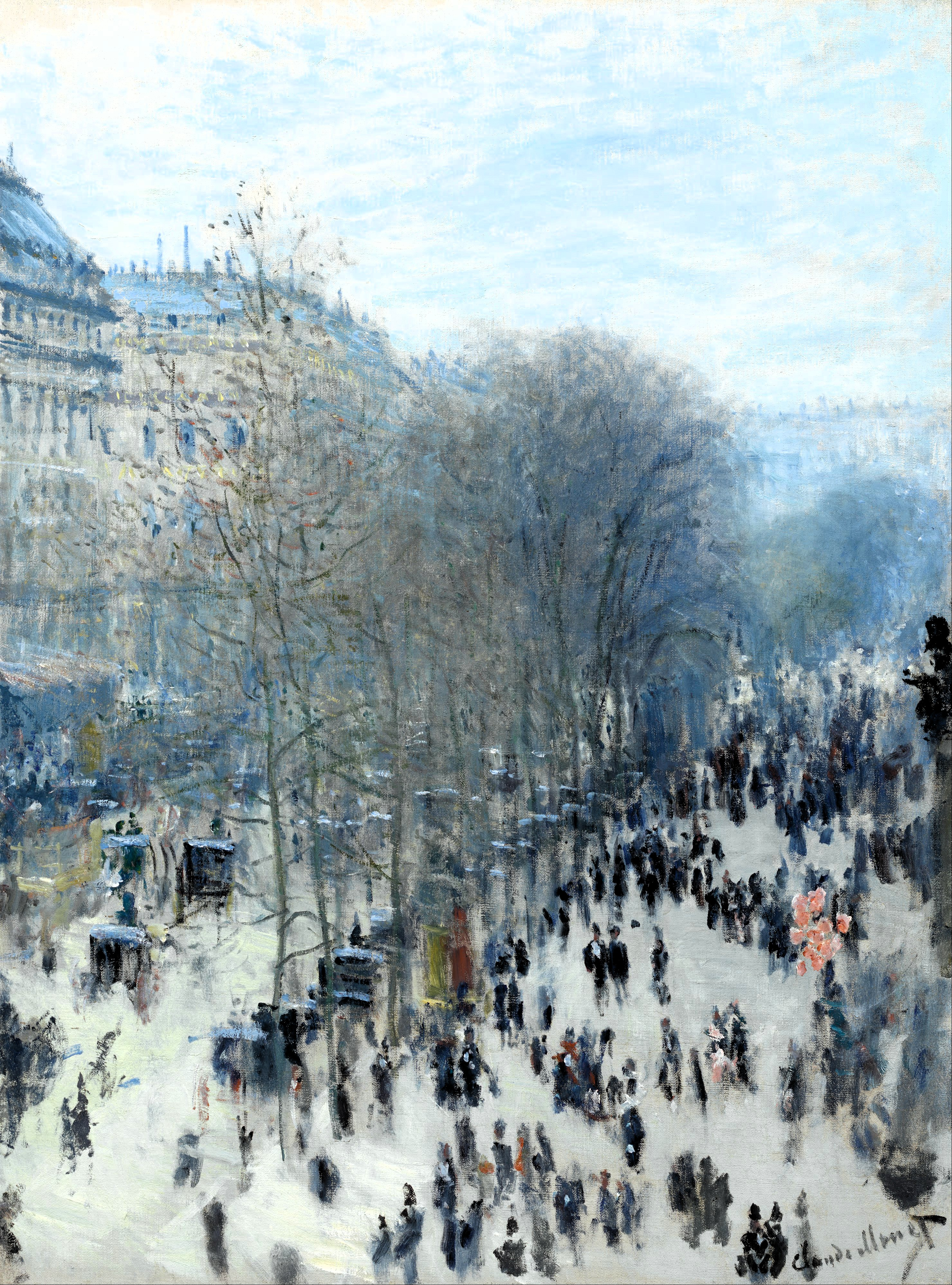
Claude Monet, 1873-1874, musée d'art Nelson-Atkins, Kansas City.
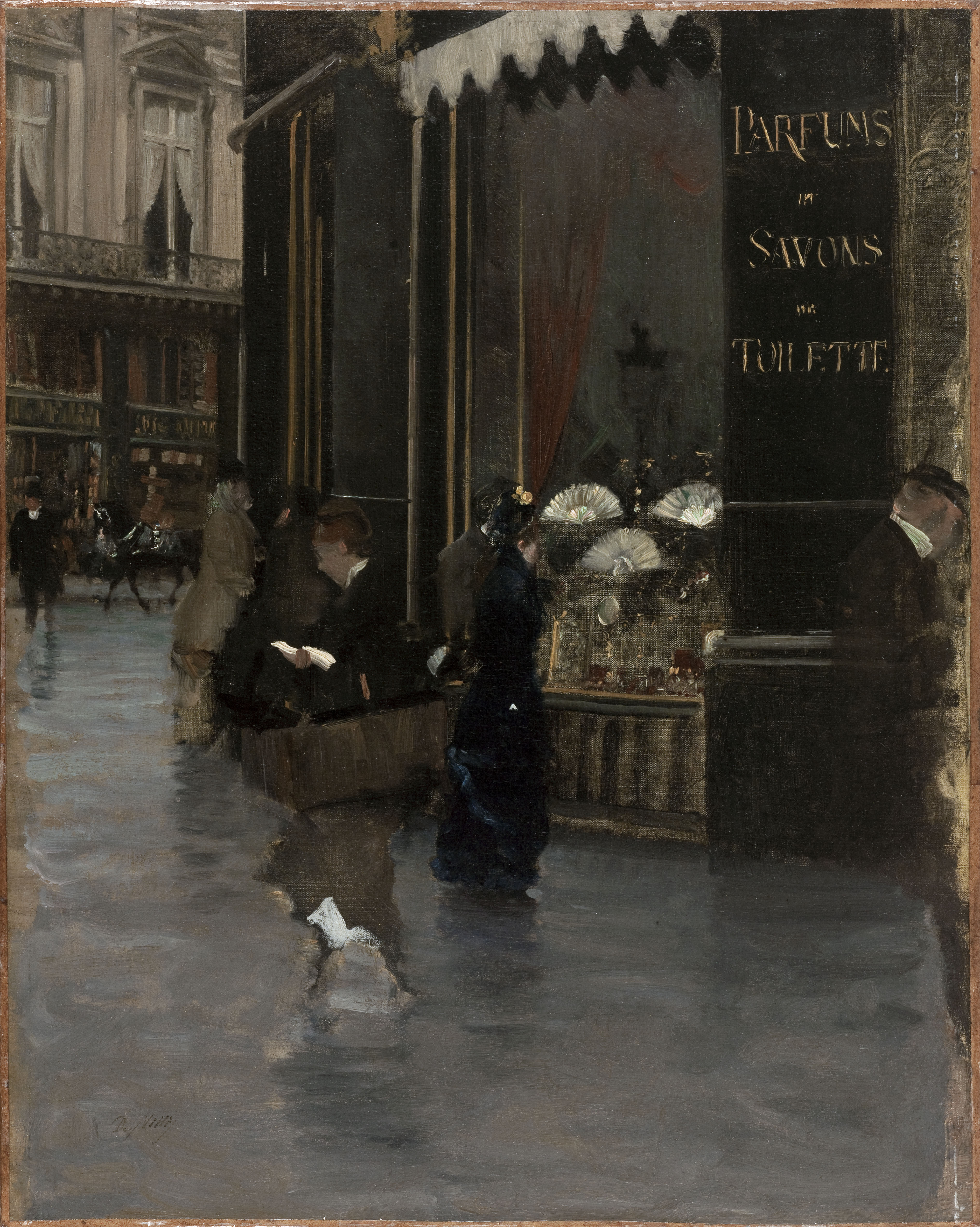
La Parfumerie Violet, à l'angle du boulevard des Capucines et de la rue Scribe, vers 1880, musée Carnavalet, Paris.
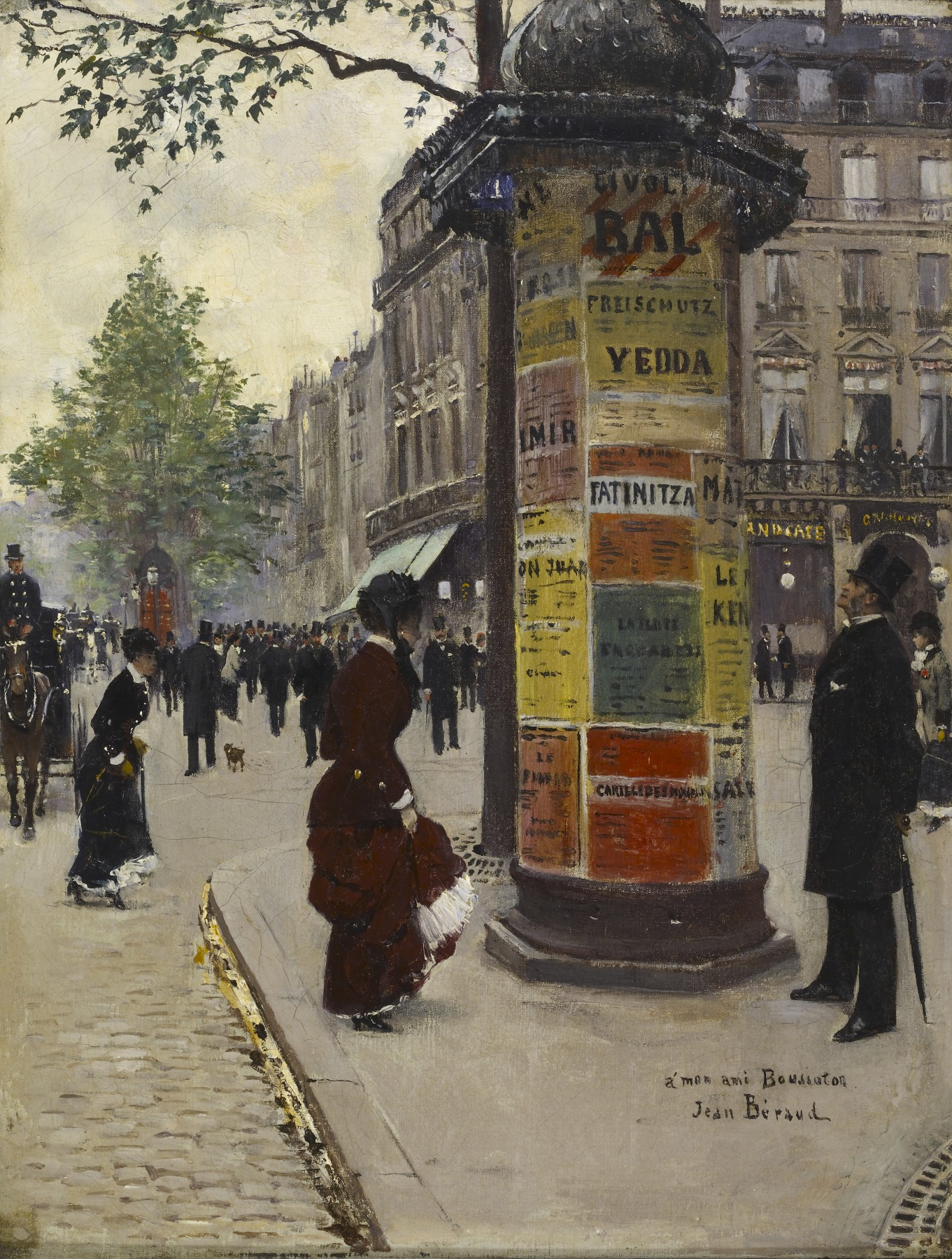
Jean Béraud, 1880-1884, Kiosque à Paris (boulevard des Capucines), Baltimore, Walters Art Museum.
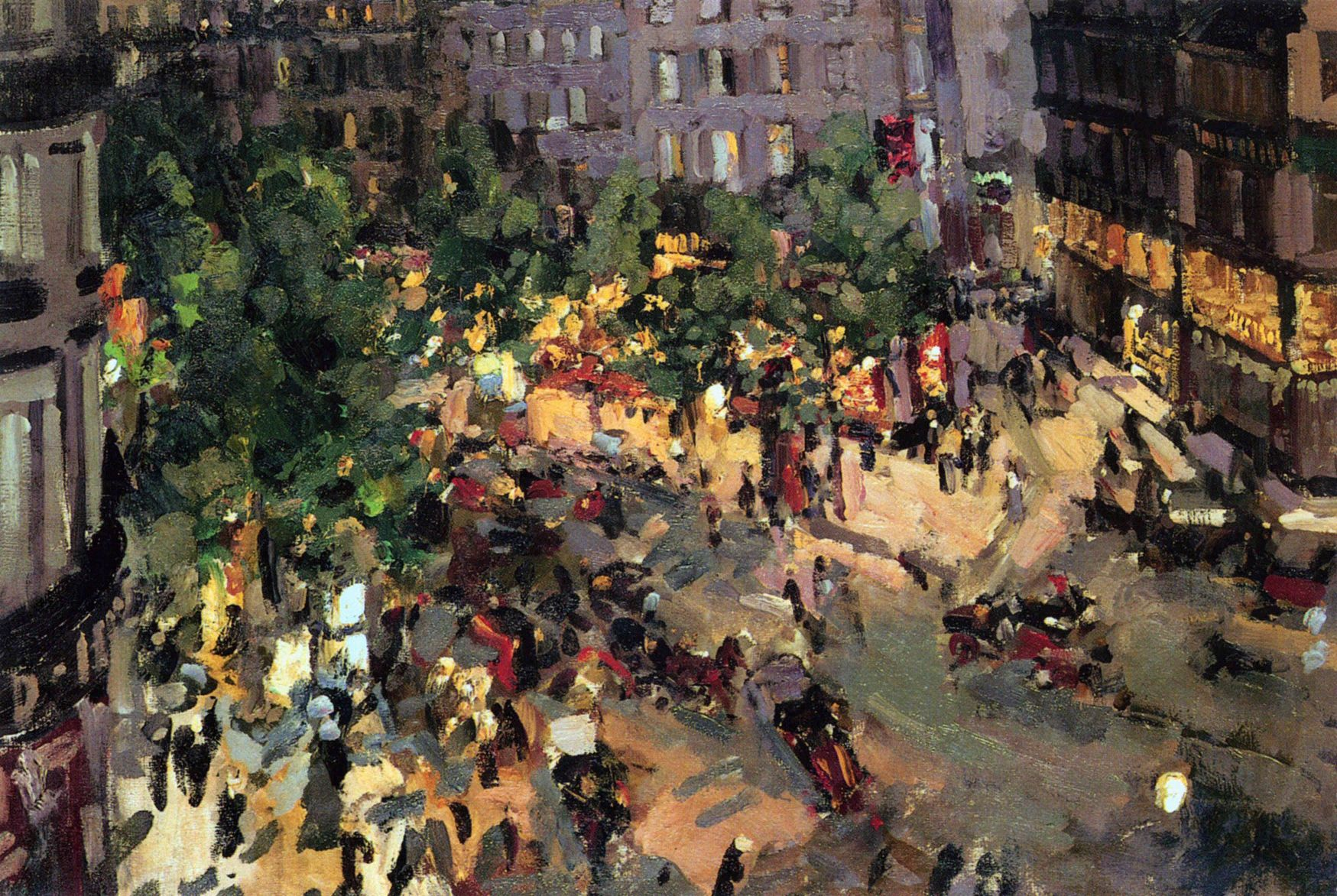
Constantin Korovine, 1911, galerie Tretiakov, Moscou.

### Littérature
- Boulevard des Capucines, roman de Jean-Michel Maulpoix paru en 2006[17].

### Chanson
- Boulevard des Capucines, chanson d'Étienne Daho parue en 2007 sur l'album L'Invitation. Le texte de cette chanson est une lettre que le chanteur reçut de son père ; ce dernier lui demandait de lui pardonner d'avoir abandonné sa famille[18].
- Dalida fait référence au boulevard des Capucines dans sa chanson intitulée Bravo, sortie en 1983 dans l'album Les P'tits Mots.

## Pour approfondir